# Leo Leandros
Leo Leandros (bürgerlicher Name griechisch Λέανδρος Παπαθανασίου / Leandros Papathanasiou; * 23. August 1923 in Astakos, Ätolien-Akarnanien) ist ein ehemaliger griechischer Schlagersänger, Musikproduzent, Komponist und Liedtexter. Von 1956 bis 1969 veröffentlichte er zahlreiche Schallplatten in deutscher Sprache. Er ist der Vater von Vicky Leandros.

## Leben
Bis 1955 lebte Leo Leandros als Sohn eines Universitätsprofessors in Griechenland, wo er ein Jurastudium absolvierte. Während des griechischen Bürgerkrieges (1946–1949) war er Soldat in der griechischen Armee. Nach Kriegsende wurde er von einem Reporter als Sänger entdeckt und an eine Radiostation vermittelt. Nach kurzer Zeit gehörte Leandros bereits zu den bekanntesten Schlagersängern Griechenlands. Im Mai 1955 gab er seine Tätigkeit als Sekretär des Innenministeriums auf und ging mit seiner Frau Kyriaki Protopapa nach Deutschland, in der Hoffnung, dort seine Karriere als Schlagersänger erfolgreich fortsetzen zu können. Mehrere Versuche, bei Rundfunksendern ein Engagement zu finden, scheiterten an seinen fehlenden Deutschkenntnissen. Erst als er beim Hessischen Rundfunk die Gelegenheit zum Vorsingen erhielt, wurde er in der Sendung Frankfurter Wecker vorgestellt. Nach einem weiteren Auftritt in einer Fernsehshow wurde die Schallplattenfirma Philips auf Leandros aufmerksam und schloss mit ihm einen Plattenvertrag ab. Die erste Single erschien im Sommer 1956 (Conchita / Kleine Violetta), ein Jahr später hatte er mit dem Titel Komm Mister Talliman, eine Coverversion des von Harry Belafonte gesungenen Banana Boat Songs, seinen ersten Plattenerfolg. Danach produzierte Philips in rascher Folge weitere Platten mit Leo Leandros, und zwischen 1960 und 1963 entstanden weitere fünf Erfolgsproduktionen. Zum größten Erfolg wurde die deutschsprachige Version des Bob-Azzam-Hits Mustafa, der sich vom Juni bis zum November 1960 in den „Top 50“ der Musikzeitschrift Musikmarkt behauptete und als beste Notierung Platz zwei erreichte. 1958 kam auch seine Tochter Vasiliki (Vicky), die bisher bei den Großeltern in Griechenland gelebt hatte, nach Deutschland. Drei Jahre später ließ sich ihr Vater scheiden.
Mit seinen Musikerkollegen Günther Kallmann, Bernd Golonski, Sigurd Hilkenbach und Karl-Heinz Welbers gründete Leandros als Frontsänger 1964 die Gruppe Die Five Tops. Mit ihr produzierte Philips bis 1968 zehn Singles, von denen der Titel Rag Doll (deutsche Coverversion des gleichnamigen Erfolgssongs der US-Gruppe The Four Seasons) mit Platz vier bei Musikmarkt am erfolgreichsten wurde.
1968 begann Leo Leandros seine zweite Musikerkarriere als Produzent. Zuerst trat er mit der Produktion der ersten Schallplatten seiner Tochter Vicky Leandros in Erscheinung, die er auch in ihrer weiteren Karriere betreute. Des Weiteren arbeitete er mit Ulli Martin (Du mußt nicht weinen), sowie für viele Jahre mit Demis Roussos (Goodbye, My Love, Goodbye) und Julio Iglesias (Kein Addio - Kein Goodbye) zusammen. Auch mit Freddy Quinn produzierte Leandros in dessen letzten Karrierejahren einige Platten (Istanbul ist weit). Als Komponist arbeitete Leandros ebenfalls für Julio Iglesias (Schenk mir deine Liebe) und Demis Roussos (Vagabund der Liebe). Auch einige Lieder mit Vicky Leandros stammen aus der Feder ihres Vaters, so der Siegertitel des Grand-Prix-Wettbewerbs 1972 Après toi (Dann kamst du).
1983 setzte sich Leo Leandros zur Ruhe und war nur noch als Berater seiner Tochter tätig. In den 1990er Jahren kehrte er nach Griechenland zurück, wo er mit seiner dritten Frau Venetia und der gemeinsamen 1990 geborenen Tochter Vanessa lebt.
Durch Vicky Leandros hat er drei Enkelkinder, darunter die Schauspielerin Sandra von Ruffin, und wurde 2013 erstmals Urgroßvater.

## Filmografie
- 1960: O sole mio
- 1960: Wir wollen niemals auseinandergehn
- 1961: Schlagerrevue 1962

## Diskografie (Deutschland)

### Vinyl-Singles
| A/B-Seite                                                 | Katalog-Nr.        | veröffentl. |
| --------------------------------------------------------- | ------------------ | ----------- |
| Conchita / Kleine Violetta                                | Philips 344 792 PF | 6/1956      |
| Das ist die Fiesta / Schwarze Rosita                      | 344 816 PF         | 7/1956      |
| Kongo-Bongo / Bongo-Billy                                 | 344 867 PF         | 10/1956     |
| Ay, ay, ay,ay, so ist die Liebe / In Bordeaux             | 344 894 PF         | 11/1956     |
| Marie, Stern von Napoli / Tigi-tigi-tio                   | 344 956 PF         | 6/1957      |
| Komm Mister Talliman / Peppino                            | 344 971 PF         | 8/1957      |
| Chella-Llá / Kuli-Song                                    | 345 014 PF         | 2/1958      |
| Chella-Lla / Wenn dich ein Torero küßt                    | 345 030 PF         | 3/1958      |
| Hunderttausend Cruzeiros / Mucho Amore                    | 345 050 PF         | 9/1958      |
| Bambina / Eine Reise ins Glück                            | 345 055 PF         | 9/1958      |
| Come Prima / Viva L'amore                                 | 345 080 PF         | 10/1958     |
| Hey Käpt’n - Rolling Home / Kari Waits For Me             | 345 089 PF         | 11/1958     |
| Ich träume vom Süden / Oft weint der Himmel Tränen        | 345 146 PF         | 5/1959      |
| Penny-Serenade / Einsam sind alle Straßen                 | 345 154 PF         | 6/1959      |
| Ay, ay Paraguay / Mädchen von Napoli                      | 345 170 PF         | 9/1959      |
| Carina / Marina                                           | 345 194 PF         | 11/1959     |
| Blaue Nacht In Sansibar / Sieben Jahre lang               | 345 205 PF         | 2/1960      |
| Carmen Ramona / Alle Mädchen wollen küssen                | 345 127 PF         | 4/1960      |
| Im Hafen unsrer großen Liebe / Anita                      | 345 223 PF         | 4/1960      |
| Mustafa / Mondschein und Meer                             | 345 228 PF         | 4/1960      |
| Tum-Balalaika / Fährt ein Boot nach Kalamo                | 345 270 PF         | 1/1961      |
| Bananas / Schabada                                        | 345 300 PF         | 5/1961      |
| Eines Tages / Flieg in die Heimat meiner Träume           | 345 326 PF         | 9/1961      |
| Signorina Bella / Hasta la vista                          | 345 328 PF         | 10/1961     |
| Die Liebe kam / Am Kai von Korsika                        | 345 364 PF         | 1/1962      |
| Lebwohl, Jasmina / Bambus-Bambina                         | 345 399 PF         | 6/1962      |
| Madrileña / Man spricht spanisch                          | 345 559 PF         | 3/1963      |
| Der Liebling von allen / In der Cantina Mexicana          | 345 575 PF         | 4/1963      |
| Piccolina / Deine kirschenroten Lippen                    | 345 580 PF         | 5/1963      |
| Irgendwo in Athen / Manina                                | 345 635 PF         | 10/1963     |
| Kara Ben Jussuf / Jeder weint einmal                      | 345 677 PF         | 1964        |
| Die Liebe ist so schön / Dinah-Lu                         | 345 731 PF         | 1964        |
| Was einmal war / So schön wie Du                          | 345 788 PF         | 1964        |
| Glaub´ daran / Rag Doll (Five Tops)                       | 345 786 PF         | 10/1964     |
| Warte auf das Glück / Ich tu's für dich (Five Tops)       | 345 818 PF         | 4/1965      |
| Wenn die Bouzoukis singen / Sirtaki Time                  | 345 853 PF         | 9/1965      |
| Frag doch nur dein Herz / Bleib bei mir (Five Tops)       | 345 863 PF         | 10/1965     |
| Unsere Sonne / Dein Herz ist kalt wie Eis (Five Tops)     | 345 897 PF         | 5/1966      |
| Allein sein ist schwer / Einmal wird er vor dir stehen    | 346 033 PF         | 1966        |
| So viel Liebe / Du fährst nicht gut dabei (Five Tops)     | 346 039 PF         | 1/1967      |
| Heute ist heut / Heimweh (Five Tops)                      | 346 068 PF         | 8/1967      |
| Glaube an das Leben / Tausend hübsche Mädchen (Five Tops) | 384 514 PF         | 4/1968      |
| La Felicidad / Nimm's nicht so schwer (Five Tops)         | 384 546 PF         | 7/1968      |
| An jenem Tag / Maria                                      | 384564             | 1968        |
| 40.000 Mark / Ma Va La (Five Tops)                        | 388 364 PF         | 5/1969      |